# Agnes von Loon

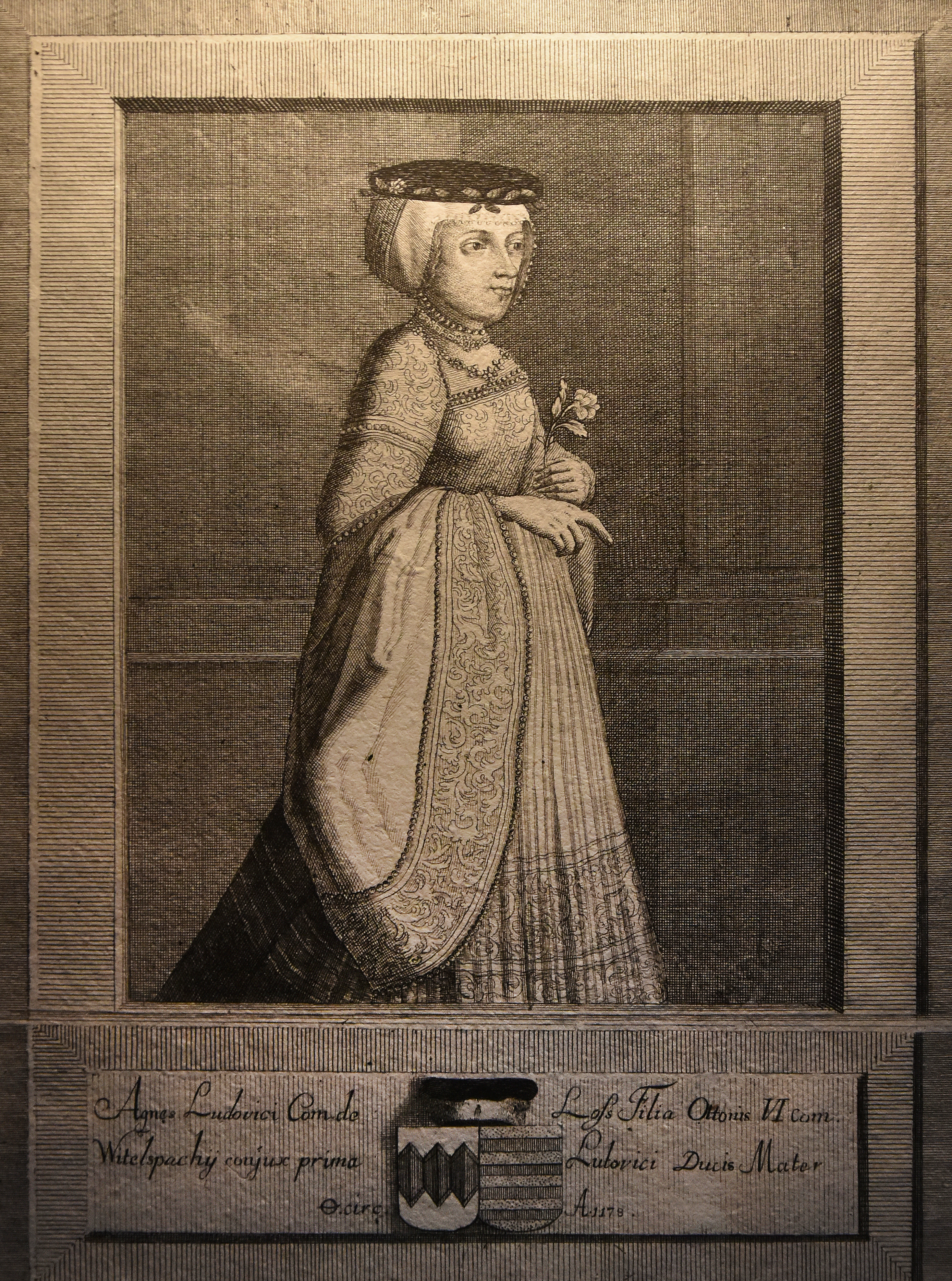
Agnes von Loon (1178). Kupferstich (1733) von Joseph Anton Zimmermann nach einer zeitgenössischen Darstellung

Agnes von Loon, auch Agnes von Loon und Rieneck; Agnes von Looz und Rieneck, (* um 1150 auf Schloss Loon; † 26. März 1191 auf Burg Wartenberg) war eine Herzogin von Bayern und Pfalzgräfin von Wittelsbach. Sie gilt als Stammmutter des Geschlechts der Wittelsbacher.

## Leben
Agnes von Loon wurde als Tochter von Graf Ludwig I. von Loon-Rieneck (* nach 1107–1171) und dessen Ehefrau Agnes von Metz (* um 1114–1175/1180), der Tochter von Graf Folmar V. von Metz und dessen Ehefrau Matilda von Dagsburg, geboren. Ihre Heimat war die Grafschaft Loon. Im Alter von 19 Jahren heiratete sie im Jahre 1169 in Kelheim Otto I. (1117–1183), der am 16. September 1180 mit dem Herzogtum Bayern belehnt wurde und sich fortan Herzog Otto I. von Wittelsbach nannte. Vermittler der Hochzeit, die wohl bereits 1167 verabredet worden war, war wahrscheinlich Konrad I. von Wittelsbach, der Erzbischof von Mainz, ein Bruder von Otto I. von Wittelsbach. Mitglieder der Familie von Loon übernahmen im Bistum Mainz wiederholt das Burggrafenamt. Es bestanden somit enge Beziehungen der Geschlechter derer von Loon und derer von Rieneck, die die Eheschließung trotz der räumlichen Distanz verständlich erscheinen lassen.
Aus der Ehe gingen neun Kinder hervor, u. a. der Sohn Ludwig der Kelheimer (1173–1231), der spätere Herzog von Bayern und Pfalzgraf bei Rhein. Nach dem Tod ihres Mannes – er starb bereits etwa drei Jahre nach seiner Ernennung zum Herzog – war Agnes von Loon ab 1183 Regentin für ihren minderjährigen Sohn, der damals gerade 10 Jahre alt war, bis zu dessen Volljährigkeit im Jahre 1191. Ludwig der Kelheimer machte durch die Hand seiner Mutter mehrfach Schenkungen an die Kirche. In den Urkunden wird Agnes von Loon als „Domina Agnes Ducissa“ („Frau Herzogin Agnes“) bezeichnet. Die Regentschaft für ihren Sohn sicherte sie vor allem durch ihre „starke Persönlichkeit“, wodurch es ihr gelang, den Regentschaftsrat zusammenzuhalten.
Agnes von Loon galt als kluge, energische und kunstinteressierte Frau, die politisch sehr begabt war. Bereits ihre Mutter Agnes von Metz hatte Künstler, Minnesänger und Dichter gefördert, u. a. Heinrich von Veldeke. Veldeke verfasste im Auftrag und auf eine persönliche Bitte von Agnes von Metz (= Agnes von Loon d. Ä.) nach einer lateinischen Vorlage „Vita S. Servatii“ etwa 6000 Verse über das Leben und die Wunder des Heiligen Servatius von Tongern, der im 4. Jahrhundert Bischof von Maastricht war. Die Verbreitung, Vermittlung und Förderung der Servatius-Legende in Süddeutschland erfolgte wohl durch Agnes von Loon. Es ist anzunehmen, dass Agnes von Loon diesen Kult aus ihrer Heimat Loon nach Bayern brachte.
Agnes von Loon prägte und beeinflusste auch die bayerische Landesgeschichte. Der Vorname ihres Vaters Ludwig (Louis) wurde zum „dauerhaften Leitnamen“ des Geschlechts der Wittelsbacher.
Agnes von Loon starb im März 1191; ihr Sohn Ludwig der Kelheimer hatte kurz zuvor die Volljährigkeit erlangt. Agnes von Loon ist in der Abtei Scheyern begraben.